# Anteos clorinde
Espèce
Le Citron voltigeant (Anteos clorinde)  est un  insecte lépidoptère de la famille des Pieridae de la sous-famille des Coliadinae et du genre Anteos.

## Dénomination
Anteos clorinde a été décrit par Jean-Baptiste Godart en 1824 sous le nom de Colias clorinde.

### Nom vernaculaire
Eurema clorinde se nomme le Citron voltigeant en français et White Angled Sulphur  anglais,.

### Sous-espèces
- Anteos clorinde clorinde (Godart, 1824)
- Anteos clorinde nivifera (Frushstorfer, 1908) au Mexique

## Description
Eurema clorinde est un papillon de assez grand avec une envergure variant de 70 mm à 90 mm à l'apex des ailes antérieures pointu. Sur le dessus il est blanc avec une grosse tache jaune aux antérieures englobant le point discal alors que celui des postérieures et juste cerclé de jaune. Le revers est blanc à vert pâle.

## Biologie
C'est un migrateur vers le nord aux USA.

### Période de vol
L'imago vole toute l'année dans les régions tropicales et d'août à décembre dans la partie nord de son territoire.

### Plantes-hôtes
Les plantes hôte de sa chenille sont Senna spectabilis, Cassia emarginata et des Pithecellobium.

## Écologie et distribution
Eurema agave  est présent sous forme de trois gros isolats, au Mexique, au Venezuela et en Bolivie, le second au Brésil  et le troisième au Paraguay.

### Protection
Pas de statut de protection particulier.

### Liens taxonomiques
- (en) Tree of Life Web Project : Anteos clorinde
- (en) Catalogue of Life : Anteos clorinde (Godart, [1824 )] (consulté le 18 décembre 2020)
- (en) NCBI : Anteos clorinde (taxons inclus)